# 三隆栋县
三隆栋县，一译三隆东县、森隆东县，是柬埔寨磅士卑省下辖的一个县。
据1998年人口普查，此县共有74,651人。